# En sårad finsk krigare utsträckt på snön
En sårad finsk krigare utsträckt på snön (finska: Haavoittunut soturi hangella) är en oljemålning av den finländska konstnären Helene Schjerfbeck från 1880. Den är utställd på Ateneum i Helsingfors. 
En sårad finsk krigare utsträckt på snön är ett tidigt verk av Schjerfbeck; hon var endast 17 år gammal när hon målade den. Målningen blev ett första genombrott för konstnären och var den första av hennes målningar som Finska Konstföreningen köpte. Den föreställer en sårad soldat som blivit kvarlämnad under finska kriget 1808–1809. I bakgrunden kan en armé skönjas, troligen den retirerande svenska armén. Schjerfbeck var inspirerad av Fänrik Ståls sägner och gjorde flera illustrationer på detta tema, även om denna målning inte refererar till något exakt avsnitt ur diktverket. Soldaten i målningen kan också vara en metafor för hela Finland som övergavs och lämnades för att försvara sig av svenskarna.